# Jacob Brodbeck
Jacob Brodbeck (* 13. Oktober 1821 in Plattenhardt, Württemberg; † 18. Januar 1910 in Luckenbach, Texas) war ein deutsch-amerikanischer Flugpionier und Konstrukteur eines Flugapparates, mit dem 1865 angeblich der erste erfolgreiche Flug der Luftfahrtgeschichte gelang. Er gilt in den USA als ein „Father of US-Aviation“.

## Leben
Jacob Brodbeck absolvierte das Lehrerseminar in Esslingen am Neckar und arbeitete anschließend mehrere Jahre als Lehrer in Württemberg. In seiner Freizeit beschäftigte er sich mit technischen Konstruktionen, so etwa mit dem Versuch, eine Uhr mit automatischem Werk zu bauen. 1846 wanderte er in die Vereinigten Staaten aus, wo er ebenfalls zunächst als Lehrer tätig war. Am 20. September 1865 gelang Brodbeck nach Zeugenaussagen auf einem Feld in Luckenbach, Texas, mit einem durch Federwerke angetriebenen „Luftschiff“ ein Flug über eine Strecke von ca. 30 m. Nach anderen Aussagen fand der Pionierflug in San Antonio statt. Von einem weiteren Flug über mehrere Minuten wird aus dem Jahr 1874 berichtet. Es existieren keine Konstruktionspläne oder Fotografien von Brodbecks Flugapparaten oder seinen Flugversuchen. In San Antonio und Fredericksburg erinnern heute Büsten an Jacob Brodbeck. 1996 wurde ihm in seinem Geburtsort Plattenhardt ein Denkmal gesetzt.